# Warta Gorzów Wielkopolski (koszykówka)
ZBR Warta Gorzów Wielkopolski – polski klub koszykarski z Gorzowa Wielkopolskiego istniejący w latach 1990–1993.
Klub powstał rok po rozwiązaniu sekcji koszykówki w gorzowskich KS Orlętach. W pierwszym sezonie 1990/1991 gorzowska drużyna – występująca pod nazwą Akori Gorzów Wielkopolski, ukończyła rozgrywki ligowe na pierwszym miejscu, ale awansu do II ligi nie wywalczyła, odpadając w półfinałowym turnieju w Inowrocławiu z udziałem miejscowej Noteci oraz Stali Ostrów Wielkopolski i Gwardii Szczytno. W następnym sezonie gorzowscy koszykarze zajęli drugie miejsce w rozgrywkach ligi międzywojewódzkiej. Wygrali półfinałowy turniej rozgrywany w Warszawie, a w finałowym turnieju rozgrywanym w Kołobrzegu zajęli drugie miejsce za Kotwicą Kołobrzeg, a przed AZS-AWF Warszawa i Gwardią Szczytno, awansując do II ligi.
W II lidze gorzowianie grali tylko jeden sezon 1992/1993. Zespół wygrał tylko 3 mecze z Dojlidy Instalem Białystok, Wybrzeżem Gdańsk i Obrą Kościan, zajął jedenaste miejsce i spadł do ligi międzywojewódzkiej. Wkrótce po spadku drużyna została rozwiązana.
W drużynie występowali: Mariusz Gintowt, Krzysztof Karlik, Maciej Kulczyk, Dariusz Maciejewski, Mariusz Młynarczyk, Cezary Olejniczak, Marek Panasiuk, Radosław Sojka, Janusz Stanek, Marcin Sukiennik, Sławomir Zalewski, Robert Żurakowski oraz koszykarze zagraniczni: rosjanin Wiaczesław Fomienko i kazach Aleksandr Nikiszyn. Trenerem był Andrzej Stanek – wspomagany przez Dariusza Maciejewskiego. 
Po rozwiązaniu drużyny Karlik i Żurakowski przeszli do drużyny Orła Międzychód, Kulczyk wrócił do Astorii Bydgoszcz, Maciejewski został drugim trenerem żeńskiej drużyny koszykówki ZKS Stilonu, a Nikiszyn został zawodnikiem UMKS Kielce.

## Poszczególne sezony
| Sezon     | Rozgrywki ligowe | Rozgrywki ligowe      | Rozgrywki ligowe | Rozgrywki ligowe | Rozgrywki ligowe | Puchar Polski |
| Sezon     | Poziom           | Liga                  | Mecze            | Bilans           | Miejsce          | Puchar Polski |
| --------- | ---------------- | --------------------- | ---------------- | ---------------- | ---------------- | ------------- |
| 1990/1991 | 3                | Liga międzywojewódzka | ?                | ?                | 1                |               |
| 1991/1992 | 3                | Liga międzywojewódzka | ?                | ?                | 2                |               |
| 1992/1993 | 2                | II liga               | 25               | 3–22             | 11               |               |